# Индерь
Индерь — село в Доволенском районе Новосибирской области России. Административный центр Индерского сельсовета.

## География
Село находится на северном берегу озера Индерь. Площадь села — 122 гектара

## История
До 1917 года село находилось в составе Томской губернии Российской империи. После 1917 года в составе Новониколаевского уезда, а потом и Новониколаевского округа Томской области.
С 1925 по 1930 год административный центр Индерского района (ныне Доволенский).

## Население
| 2002 | 2007 | 2010 | 2012 | 2013 | 2014 | 2015 |
| ---- | ---- | ---- | ---- | ---- | ---- | ---- |
| 653  | ↘587 | ↘538 | ↘536 | ↘530 | ↘518 | ↘515 |
| 2016 | 2017 | 2018 | 2019 | 2020 | 2021 |      |
| ↘511 | ↘503 | ↘500 | ↘498 | ↘488 | ↘477 |      |

## Инфраструктура
В селе, по данным на 2007 год, функционируют 1 учреждение здравоохранения, 2 образовательных учреждения.